# Кочегаров Володимир Васильович
Володимир Васильович Кочегаров (рос. Владимир Васильевич Кочегаров; нар. 26 вересня 1939, Тур'їнські рудники, Свердловська область, РРФСР) — радянський футболіст та український тренер російського походження, півзахисник, викладач.

## Життєпис
Володимир Кочегаров народився 26 вересня 1939 року в селищі Тур'їнські рудники (нині Краснотур'їнськ) Свердловської області).
Починав кар'єру в складі місцевої команди «Труд». з 1960 по 1965 рік виступав за свердловський «Уралмаш», відзначився 24 голами. У 1966 році став гравцем столичного ЦСКА, відіграв два матчі у Вищій лізі країни, відзначився одним голом. У цьому ж році переїжджає в Запоріжжя, щоб виступати за місцевий «Металург». У складі цього клубу був на спочатку гравцем, а потім одним з тренерів. Наприкінці кар'єри грав на аматорському рівні, граючий головний тренер колективу «Гірник» (Дніпрорудне).
Очолював запорізький «Віктор». Потім працював викладачем у місцевому університеті, тренував команди з чемпіонату Запорізької області.